# Anton Schwaiger (Politiker)

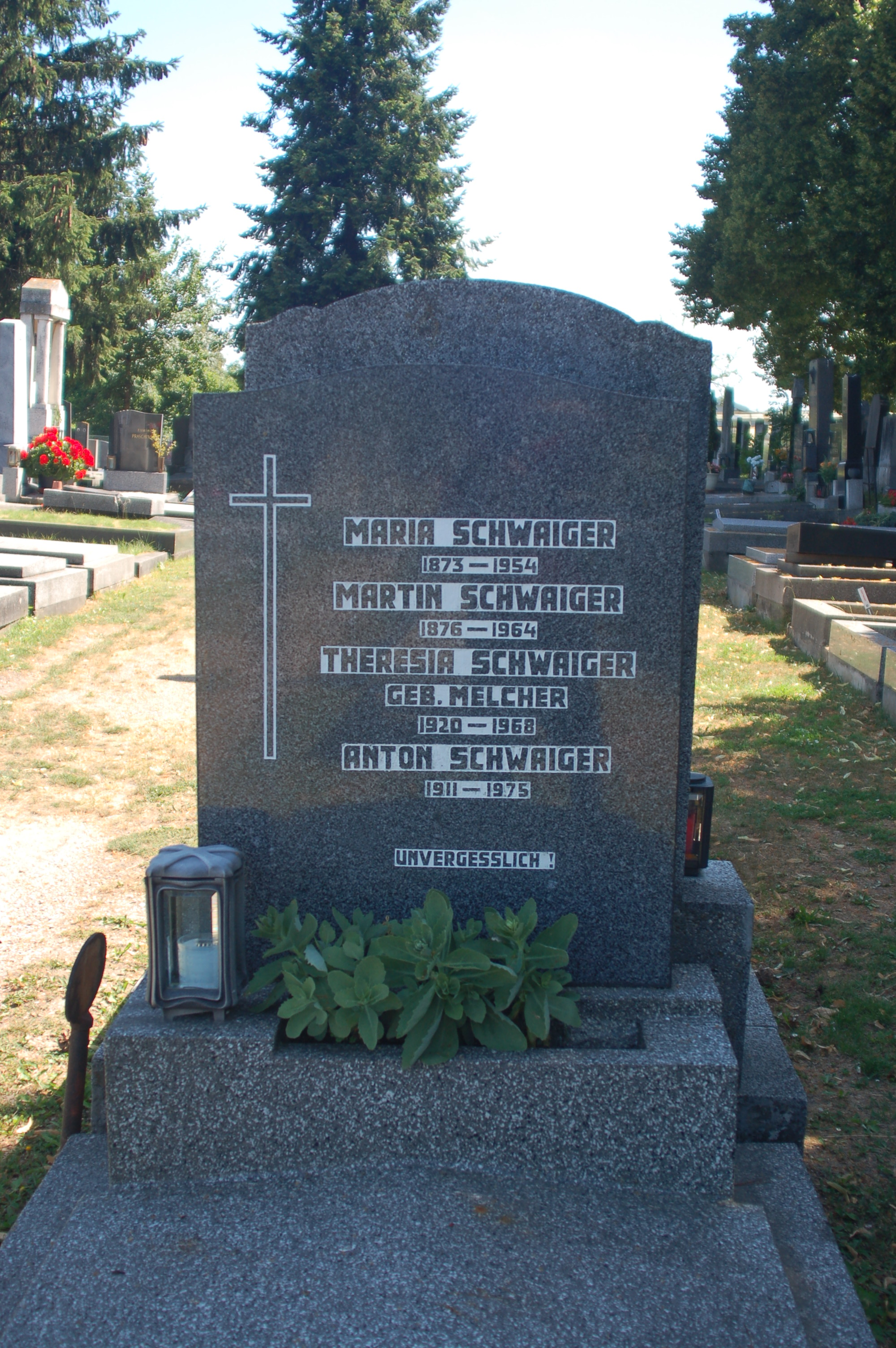
Grabmal von Anton Schwaiger auf dem Ottakringer Friedhof

Anton Schwaiger (* 3. Juli 1911 in Wien; † 3. März 1975 ebenda) war ein österreichischer Politiker (ÖVP) und Stadtrat in Wien. 

## Leben
Anton Schwaiger wurde als Sohn eines Melkers geboren und besuchte fünf Jahre lang die Volksschulklassen in Ebbs. Danach wechselte Schwaiger für vier Klassen an ein humanistisches Gymnasium in Wien und trat danach in das Schottengymnasium ein, an dem er 1931 maturierte. Schwaiger engagierte sich in der Folge bei den Aktionen „Jugend in Not“ und „Jugend am Werk“. 1934 wurde er Sekretär des „Reichsbundes der katholisch-deutschen Jugend“, danach arbeitete Schwaiger als Sekretär der Katholischen Jugend Wiens. 
1937 trat Schwaiger in den Dienst der Stadt Wien ein und war am Jugendamt beschäftigt. Nachdem er 1939 aus politischen Gründen aus seiner Stelle entlassen worden war, arbeitete Schwaiger als kaufmännischer Angestellter bei der AEG-Union. Nach dem Zweiten Weltkrieg war er im Sozialministerium tätig, ab 1946 arbeitete er als Sekretär von Vizebürgermeister Lois Weinberger.
Schwaiger wurde 1945 erster Landesjugendführer der Österreichischen Jugendbewegung in Wien und wurde am 25. November 1945 als Listenführer der ÖVP-Ottakring in den Wiener Landtag und Gemeinderat gewählt, dem er bis zum 30. September 1967 angehörte. Zudem war Schwaiger in der Landesregierung Jonas III Stadtrat für Städtische Unternehmungen. 
Nach seinem Tod wurde Schwaiger auf dem Ottakringer Friedhof beigesetzt. 